# Jean Bernard (homme politique, 1924-2007)
Pour les articles homonymes, voir Jean Bernard et Bernard.
Jean Bernard, né le 17 octobre 1924 à Villotte-devant-Louppy (Meuse) et mort le 21 novembre 2007 à Vitry-le-François (Marne), est un vétérinaire et homme politique français.

## Carrière politique
Il est élu maire de Vitry-le-François en 1971 et occupa le poste de premier magistrat de la cité rose jusqu'en 1989. Il a également été conseiller général du canton de Vitry-le-François de 1967 à 1973 puis de Vitry-le-François-Ouest, lors de sa création, de 1973 à 1998. 
Il est suppléant de Jean Degraeve de 1967 à 1968, puis de 1968 à 1973 et de 1973 à 1978 dans la circonscription de Châlons-sur-Marne-Vitry-le-François-Sainte-Menehould. Dans la même circonscription, il est élu député en 1978 et a pour suppléant Bruno Bourg-Broc. Lors de l'élection de 1981, il est battu par la candidate socialiste Annette Chépy-Léger. Mais à la suite de l'annulation de l'élection, c'est quelques mois plus tard son ancien suppléant Bruno Bourg-Broc qui se présente et est élu, Jean Bernard devenant de nouveau suppléant de 1982 à 1986.
Il se présente aux élections sénatoriales de 1983 mais échoue de quelques voix à être élu. C'est en 1992, qu'il est élu sénateur avec 55,44 % des suffrages au second tour de scrutin. Il se représenta pas en 2001, de même il n'avait pas renouvelé son mandat de conseiller général en 1998.
En novembre 2008, le gymnase du Vieux-Port de Vitry-le-François devient le gymnase Jean-Bernard.